# Dragomuzo

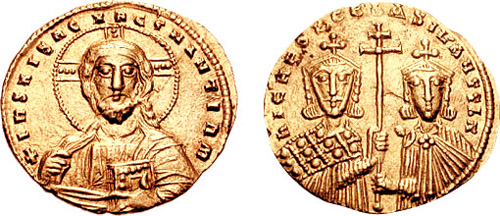
Histameno de r. e seu afilhado r.

Dragomuzo (em grego medieval: Δραγομοῦζος; romaniz.: Dragomouzos; em búlgaro: Драгомъж; romaniz.: Dragomuž) foi um nobre búlgaro do século XI.

## vida
Dragomuzo era governador de Estrúmica. Em fevereiro de 1018, após a morte do imperador João Vladislau (r. 1014–1018), entregou Estrúmica ao imperador Basílio II (r. 976–1018), que o nomeou patrício. Ao mesmo tempo, libertou João Caldo, que ficou cativo por 22 anos.